# Polanka nad Odrou (železniční zastávka)
Polanka nad Odrou je železniční zastávka, která se nachází ve východní části ostravské městské části Polanka nad Odrou. Leží v km 256,910 trati Přerov–Bohumín na jistebnickém záhlaví výhybny Polanka nad Odrou.

## Popis zastávky
Zastávka má dvě jednostranná vnější nástupiště o délkách 190 m (u traťové koleje č. 1) a 191 m (u traťové koleje č. 2). Na obou nástupištích jsou přístřešky pro cestující, kteří jsou informování o jízdě vlaku rozhlasem obsluhovaným z CDP Přerov.
Přístup cestujících na obě nástupiště je zajištěn železničním přejezdem P6508 (ulice 1. května, což je silnice II/478), který má být v budoucnu nahrazen mimoúrovňovým křížením.